# Sonic Rush Adventure
Sonic Rush Adventure ist ein 2D-Jump-’n’-Run-Computerspiel, das von Sonic Team und Dimps entwickelt und von Sega erstmals in Europa am 13. September 2007 für den Nintendo DS veröffentlicht wurde.
Das Spiel erweitert das erfolgreiche Gameplay des direkten Vorgängers um vermehrtes Storytelling, eine Seekarte, Minigames, die unter Verwendung des Touchscreens zu den einzelnen Leveln führen, Backtracking und freieres Erkunden. Dabei stehen erneut Sonic the Hedgehog und Blaze the Cat als spielbare Charaktere im Mittelpunkt.
Es ist der Nachfolger von Sonic Rush (2005) und der Vorgänger der DS-Version von Sonic Colours (2010).

## Handlung
Nachdem Tails ein starkes Energiesignal vernommen hat, reisen Sonic und Tails mit ihrem Flugzeug, dem Tornado, in diese Richtung. Dabei geraten sie in einen heftigen Sturm und verlieren durch einen Tornado das Bewusstsein. Die beiden kommen zusammen auf einer kleinen Insel zu sich, wo sie das Waschbär-Mädchen namens Marine treffen. Mit neu gebauten Schiffen erkundet Sonic die umliegenden Inseln und trifft dabei die Piratenbande des Roboters Captain Whisker, die nach einem antiken Artefakt namens Juwelenzepter sucht. Als Sonic versucht, Captain Whisker aufzuhalten, erscheint Blaze the Cat. Es wird klar, dass der Sturm Sonic und Tails ins Blazes Dimension gebracht haben muss. Sonic und Blaze beschließen, die Jagd nach Captain Whisker aufzunehmen, der mit dem Juwelenzepter entkommen ist.
Nach einigen Abenteuern und den Kämpfen gegen Captain Whisker und seinem Handlanger Johnny stellt sich heraus, dass Dr. Eggman und sein Gegenstück dieser Dimension, Dr. Eggman Nega, hinter allem stecken und das Juwelenzepter verwenden wollen, um diese Dimension in „Eggmanland“ zu verwandeln. Mit der Macht der Chaos Emeralds und der Sol Emeralds verwandeln sich Sonic und Blaze zu Super Sonic und Burning Blaze, um so gegen ihre Widersacher zu kämpfen, die dabei die Kraft des Juwelenzepters nutzen. Allerdings gelingt es Marine in einem unachtsamen Moment, den beiden Eggmans zu überraschen und entscheidend zu irritieren, womit Super Sonic und Burning Blaze schlussendlich den Kampf für sich entscheiden können. Die beiden versprechen sich, sich wieder zu begegnen, denn Sonic und Tails können mit der Macht aller Emeralds gemeinsam wieder in ihre Welt zurückkehren und nehmen daher Abschied von Blaze und Marine.

## Gameplay
In Sonic Rush Adventure übernimmt der Spieler wahlweise die Kontrolle über den blauen Igel Sonic the Hedgehog oder das Katzenmädchen Blaze the Cat (sobald diese im Verlauf der Handlung freigespielt wurde) in einem sidescrollenden 2D-Jump-’n’-Run. Neben dem Steuerkreuz zur Bewegung ist nur ein Aktionsknopf zum Springen nötig. In springender oder rollender Form, Spin Jump (Sonic) / Axel Jump (Blaze) genannt, kann die Spielfigur Gegner besiegen oder Itemboxen in Form von Monitoren, auf dessen Bildschirm das jeweilige enthaltene Item angezeigt wird, öffnen. Wenn man mit dem Steuerkreuz nach unten die Spielfigur ducken lässt und dann die Sprungtaste betätigt und loslässt, kann sie mit dem Spin Dash (Sonic) / Burst Dash (Blaze) aus dem Stand schnell nach vorne preschen. Mit der Y-Taste wird der Super Boost (Sonic) / Fire Boost (Blaze) aktiviert, mit dem die Spielfigur noch schneller rennt und einige Gegner auf ihrem Weg besiegen kann, jedoch kostet das Tension Gauge-Energie aus der Leiste am Bildschirmrand. Diese Leiste kann durch das Sammeln von Ringen oder bestimmten Stunts, Grinds oder Tricks durch Tastenkombinationen aufgefüllt werden. Ebenso ist mit Tastenkombinationen Sonics Homing Attack und Blazes Burst Hover möglich. Bei Berührung können die goldenen Ringe eingesammelt werden; Nimmt die Spielfigur Schaden, verliert sie die Ringe. Nimmt die Spielfigur Schaden, ohne Ringe zu besitzen, fällt in einen tödlichen Abgrund, wird zerquetscht oder ertrinkt, verliert sie ein Extraleben, von denen man zu Spielbeginn zwei besitzt. Sammelt man 100 Ringe, erhält man ein weiteres Extraleben. Auch in den Itemboxen kann ein Extraleben, fünf Ringe, eine zufällige Ringanzahl, ein Schutzschild, ein magnetisches Schutzschild, vorübergehende Unverwundbarkeit oder ein wenig bis eine komplette Auffüllung der Tension Gauge-Leiste enthalten sein. Checkpoints in Form von großen, passierbaren Sternen markieren bei einem Lebensverlust den Rücksetzpunkt. Nach jedem erfolgreich abgeschlossenen Level oder Bosskampf erhält man eine Wertung von Rang S bis Rang C.
Das Spiel besteht aus zehn Zonen (Whale Point, Plant Kingdom, Machine Labyrinth, Coral Cave, Haunted Ship, Blizzard Peaks, Sky Babylon, Pirates’ Island, Big Swell und Deep Core) mit regulär zwei Acts, die als Level definiert werden können, plus eines separaten dritten Acts, der meist aus einem Bosskampf gegen Captain Whisker oder einer seiner tödlichen Maschinen besteht. Die Ausnahme bilden Whale Point als kurzes Tutorial-Level zu Beginn und Big Swell sowie Deep Core, welche jeweils aus nur einem Act mit einem Bosskampf bestehen. Neu ist, dass die Zonen erst auf einer Seekarte mit einem von insgesamt vier verschiedenen Schiffsarten erreicht werden müssen. Dazu zeichnet man auf der Seekarte mit dem Touchscreen eine eigene Route, die man anschließend mit dem gewählten Schiff via Touchscreen-Minigame, in dem man Ringe sammeln, Gegner abwehren und Stunts ausführen kann, abfährt. In den einzelnen Zonen erhält man am Ende eines Acts verschiedene Materialien (Rotes, Blaues, Grünes, Schwarzes, Wasser-, Eisen-, Bronze-, Silber- und Goldmaterial), die Tails und Marine auf der Ausgangsinsel zum Bauen oder Verbessern der Schiffe verwenden kann. Auf der Seekarte befinden sich zudem 16 weitere, teils optionale, kleine Level, die Hidden Islands, auf denen weitere Materialien gefunden werden können. So erhält man nacheinander Zugriff auf die Schiffe Wave Cyclone (Jet-Ski), Ocean Tornado (Segelschiff), Aqua Blast (Luftkissenfahrzeug), Deep Typhoon (U-Boot) und Magma Hurricane (Untergrundbohrer), die einem im Spiel und auf der Seekarte immer weiter bringen. Sonic erhält die sieben Chaos Emeralds durch sieben Wettrennen auf dem Wave Cyclone gegen Johnny an bestimmten Stellen auf der Seekarte, während Blaze für die Sol Emeralds sieben bestimmte der 100 Missionen freischalten und erfüllen muss. Erst durch das Sammeln aller Chaos- und Sol Emeralds erhält man Zugriff auf die finale Zone Deep Core.
Der Mehrspielermodus kann gespielt werden, wenn zwei Nintendo-DS-Geräte jeweils mit einem Sonic Rush Adventure-Modul drahtlos miteinander verbunden werden. In diesem Battle Mode treten die Spieler als Sonic und Blaze in den Leveln des Spiels gegeneinander an und versuchen, schnellstmöglich das Ziel zu erreichen oder möglichst viele Ringe einzusammeln. Nur in diesem Spielmodus können in den Itemboxen zusätzlich Verlangsamungen des Mitspielers, zufällige Warps oder das Durcheinanderbringen der Steuerung des Mitspielers enthalten sein. Zusätzlich verfügt das Spiel über einen Time-Attack-Modus.

### Level
| Nr. | Zone              | Acts | Bosskampf                | Gegner                                                    |
| --- | ----------------- | ---- | ------------------------ | --------------------------------------------------------- |
| 1   | Whale Point       | 1    | -                        | -                                                         |
| 2   | Plant Kingdom     | 3    | Ghost Rex                | Triceratank, Ptera, Nibbles                               |
| 3   | Machine Labyrinth | 3    | Ghost Pendulum           | Shisaku-gata Spanner, Shisaku-gata Jet, Shisaku-gata Dump |
| 4   | Coral Cave        | 3    | Ghost Kraken             | Barrier Angler, Eleki Angler, Rapid Crab, Dive Bat        |
| 5   | Haunted Ship      | 3    | Ghost Pirate             | Kaizoku Skeleton, Bomb Ghost, Skull Fire                  |
| 6   | Blizzard Peaks    | 3    | Ghost Whale              | Kaizoku Glider, Kaizoku Snowball, Crystal Head            |
| 7   | Sky Babylon       | 3    | Ghost Condor             | Kaizoku Sword, Kaizoku Gun, Sky Moon                      |
| 8   | Pirates’ Island   | 3    | Captain Whisker & Johnny | Kaizoku Hover Gunner, Kaizoku Hover Bomb                  |
| 9   | Big Swell         | 1    | Ghost Titan              | -                                                         |
| 10  | Deep Core         | 1    | Egg Wizard               | -                                                         |

## Synchronisation
| Synchronsprecher in Sonic Rush Adventure | Synchronsprecher in Sonic Rush Adventure | Synchronsprecher in Sonic Rush Adventure |
| Figur im Spiel                           | Englischer Synchronsprecher              | Japanischer Synchronsprecher             |
| ---------------------------------------- | ---------------------------------------- | ---------------------------------------- |
| Sonic the Hedgehog                       | Jason Anthony Griffith                   | Juni'chi Kanemaru                        |
| Blaze the Cat                            | Erica Schroeder                          | Nao Takamori                             |
| Miles Tails Prower                       | Amy Palant                               | Ryō Hirohashi                            |
| Captain Whisker                          | Lonnie Hirsch                            | Shinya Fukumatsu                         |
| Johnny                                   | Christopher Pellegrini                   | Kouta Nemoto                             |
| Dr. Eggman                               | Mike Pollock                             | Chikao Ōtsuka                            |
| Dr. Eggman Nega                          | Mike Pollock                             | Chikao Ōtsuka                            |

## Entwicklung
Als nach dem Erfolg von Sonic Rush die Entwicklung an einem direkten Nachfolger begann, war es Director Sakae Osumi, der die Idee eines offenen Meeres und einer Seekarte darin umsetzen wollte. Im Anschluss kam den Entwicklern der Einfall, dass diesmal, umgekehrt zum Vorgänger, Sonic in Blazes Welt gestrandet sein sollte. Der neue Charakter Marine sollte dabei einen australischen Akzent und Persönlichkeit ausstrahlen. Technisch gesehen konnten viele Vorlagen und Ausgangspositionen des Vorgängers genutzt werden, um direkt darauf aufzubauen.
Sega kündigte Sonic Rush Adventure erstmals am 16. April 2007 an und stellte im Juli 2007 eine spielbare Version auf der Electronic Entertainment Expo 2007 zur Verfügung, ehe im September 2007 die Veröffentlichung zunächst in Europa, dann in Nordamerika und schließlich im Oktober 2007 in Japan folgte. Die 2010 veröffentlichte Nintendo-DS-Version von Sonic Colours benutzt die Engine, Spielphysik, Sprites und Charaktermodelle der beiden Sonic Rush-Spiele und ist diesen damit so ähnlich, dass Sonic Colours für den Nintendo DS gemeinhin auch als Sonic Rush 3 bezeichnet wird. Engine und Spielphysik der Rush-Serie waren im Anschluss auch das Grundgerüst bei der Entwicklung von Sonic the Hedgehog 4: Episode I.

## Rezeption
Sonic Rush Adventure wurde allgemein sehr positiv bewertet und erhält sehr ähnliche Wertungen wie der Vorgänger Sonic Rush. Gelobt wurde das Leveldesign und das schnelle Gameplay sowie die Kombination als klassischen Stärken und modernen Elementen, aber auch die optisch für DS-Verhältnisse beeindruckende Grafik, die farbenfrohe Aufmachung und der stimmungsvolle Soundtrack. Gemischt wurden die noch aufwändigeren Bosskämpfe und das verpflichtende Erkunden der Seekarte aufgenommen.

„Hossa – was für ein Spektakel. Bei Sonics zweitem DS-Abenteuer ist die Steuerung runder, die Abwechslung größer, die Action fetziger. Mal mit dem blauen Stachelmaxe, mal mit der Lila-Laune-Katze Blaze unterwegs, lacht mein Jump’n’Run Herz ein ums andere Mal laut auf – das fetzige Leveldesign macht Spaß. Die kurzweiligen Seefahrten wiederum stillen meinen Forscherdrang – zudem klappt die Stylus-Steuerung tadellos. Nicht optimal hingegen sind der anfangs laxe Schwierigkeitsgrad, zahlreiche gehaltlose Dialoge sowie der Zwang zur Element-Sammelei fürs Weiterkommen. Noch besser als der Vorgänger: hübsche Highspeed-Hüpferei mit kurzweiligen Bootstouren für reaktionsschnelle Zocker.“

„Schon das sonnige Intro von Sonic Rush Adventure macht Lust auf mehr: Getrieben von Südsee-Beats flitzt Sonic durch den Level, als ob er eine volle Ladung Bleifrei getankt hätte. Im nächsten Augenblick sitze ich am Steuer eines riesigen Dampfers und heize meinen Gegnern mit der Bordkanone ein. Auch die übrigen Wasserfahrten mit den restlichen Ozean-Cruisern machen Laune – gerade deshalb, weil die Touchscreen-Steuerung nicht überbelegt wird. Mit der Komplexität von Mario-Jump&Runs kann Sonic dennoch nicht ganz mithalten – dafür hat der Sega-Igel einfach den viel lässigeren Beat drauf. Yo-yo!“